# Protecció catòdica

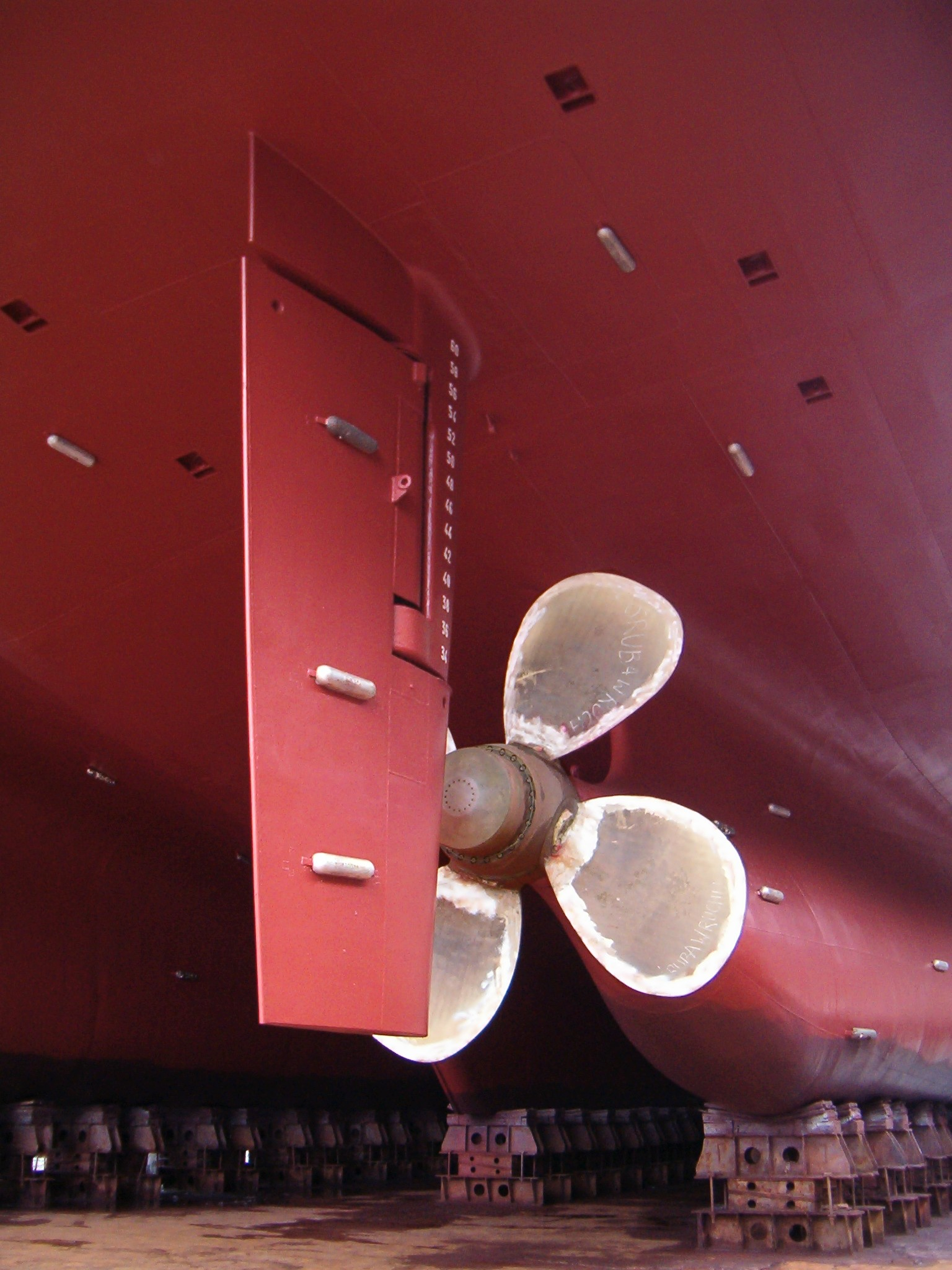
Anodes de sacrifici en el buc i el timó de codast d'un vaixell

La protecció catòdica, sovint abreujat CP, és una tècnica per controlar la corrosió galvànica d'una superfície de metall convertint-la en el càtode d'una cel·la electroquímica. El mètode més senzill d'aplicar la protecció catòdica és mitjançant la connexió del metall a protegir amb un altre metall més fàcilment corrosible en actuar com ànode d'una cel·la electroquímica. Els sistemes de Protecció catòdica són els que s'usen més comunament per protegir l'acer de l'aigua o de combustible el transport per canonades i tancs d'emmagatzematge, vaixells, o una plataforma petroliera tant mar endins com a terra ferma. La protecció catòdica (CP) pot, en bastants casos, impedir la corrosió galvànica.

## Història
La Protecció catòdica va ser descrita per primera vegada per Sir Humphry Davy en una sèrie de documents presentats a la Royal Society a Londres el 1824. Després d'una sèrie de proves, la primera aplicació es va fer al HMS Samarang el 1824. Es va adjuntar un Ànode de sacrifici de ferro a la planxa de coure que florava el buc per sota de la línia de flotació i va reduir dràsticament la velocitat de corrosió del coure. No obstant això, un efecte secundari de la CP va ser "que va fer augmentar el creixement d'algues". El coure, quan es corroeix, allibera ions de coure que tenen un efecte antialgues. Atès que l'excés de creixement d'algues afecta les prestacions de la nau, la Royal Navy va decidir que era millor permetre que el coure es corrompés i tenir el benefici del creixement reduït d'algues efecte anti-incrustació, de manera que la CP es va deixar d'utilitzar.

## Tipus

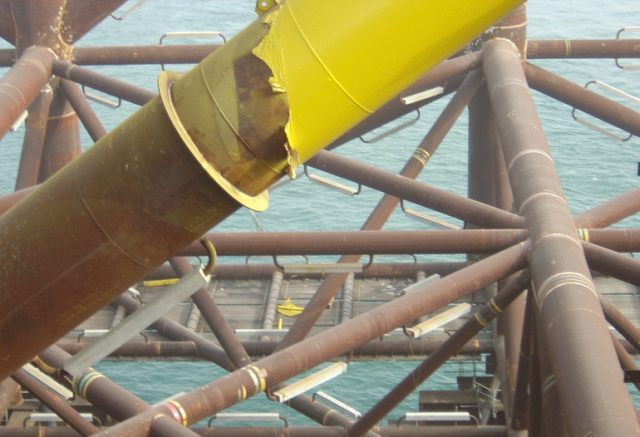
Ànodes d'alumini en una estructura d'acer

### Protecció catòdica galvànica
Un ànode galvànic o ànode de sacrifici es fabrica de diverses formes amb aliatges de zinc, magnesi i alumini. El potencial electroquímic, la capacitat actual, i la taxa de consum d'aquests aliatges són superiors per l'alumini que pel ferro. L'ASTM International publica normes sobre la composició i la fabricació d'ànodes galvànics.
Els ànodes galvànics són dissenyats i seleccionats per tenir una tensió més "activa" -potencial electroquímic més negatiu- que el metall de l'estructura -en general l'acer-. Per un CP eficaç, el potencial de la superfície d'acer ha estat polaritzat més negatiu fins que la superfície tingui un potencial uniforme. En aquest moment, la força impulsora per a la reacció de corrosió s'elimina. L'ànode galvànic es segueix corroint, i es consumeix el material de l'ànode fins que finalment aquest ha de ser reemplaçat. La polarització és causada pel flux d'electrons de l'ànode al càtode. La força impulsora per al flux de CP actual és la diferència de potencial electroquímic entre l'ànode i el càtode.

### CP per corrent forçat

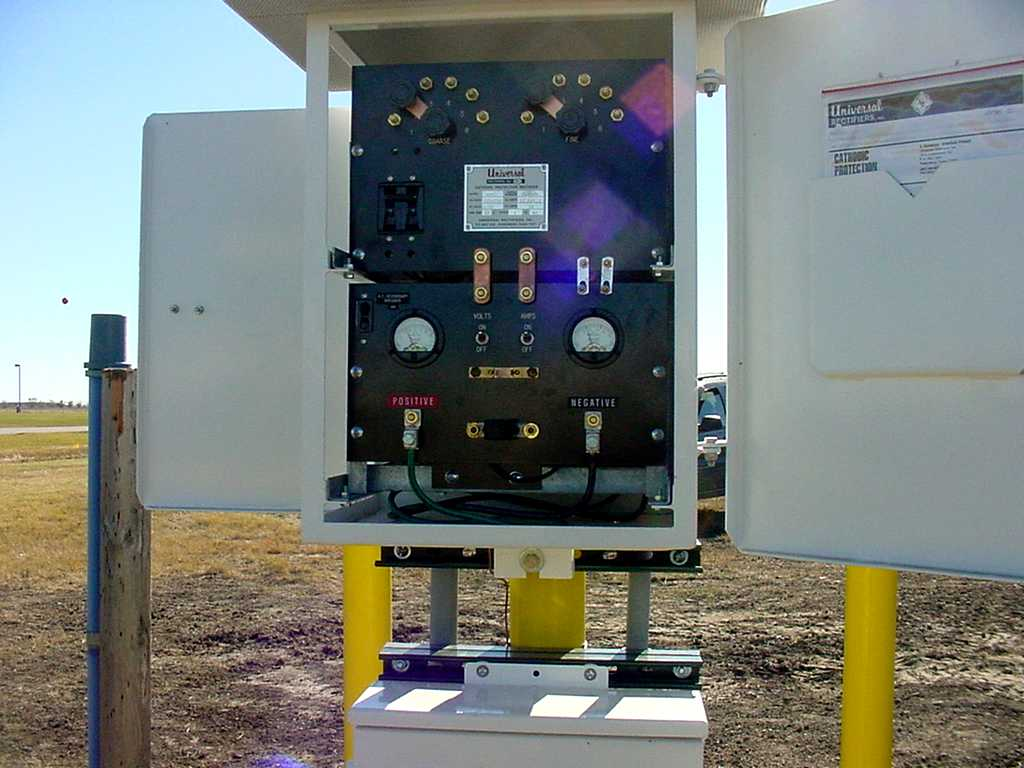
Un rectificador de Protecció catòdica connectat a una canonada.

Per estructures més grans, els ànodes galvànics no poden subministrar econòmicament suficient corrent per proporcionar una Protecció completa. La protecció per corrent catòdic forçat (CICP) utilitza un sistema d'ànodes connectats a una CC (Font de Corrent Continu), o rectificador de Protecció catòdica. Els ànodes per als sistemes CICP són tubulars i sòlids amb forma de barres o cintes contínues de diversos materials especialitzats. Aquests inclouen el silici, ferro colat, grafit, mescla d'òxid metàl·lic, platí i niobi recoberts amb filferro i altres.
Un sistema típic de CICP per a un gasoducte inclouria un rectificador de corrent altern accionat amb una potència màxima de sortida de CC d'entre 10 i 50 amperes i 50 Volts. El terminal positiu de la sortida CC es connecta a través d'un cable a la matriu d'ànodes enterrats a terra (ànode groundbed). Per a moltes aplicacions, els ànodes es posen a 60 m -200 peus- de profunditat, 25 cm (10-polzades) de diàmetre vertical i replens amb Coc conductor -un material que millora el rendiment i la vida dels ànodes-. Es connecta el pol negatiu del rectificador a la canonada amb un cable dimensionat pel corrent de sortida esperat. La sortida de funcionament del rectificador s'ajusta al nivell òptim després de realitzar diverses proves incloent mesures del potencial electroquímic.

### Acer galvanitzat
Galvanitzat generalment es refereix a la galvanització en calent, que és una forma de recobriment d'acer amb una capa de zinc metàl·lic. Els recobriments galvanitzats són molt duradors en la majoria d'entorns, ja que combinen les propietats de barrera d'una capa amb alguns dels beneficis de la Protecció catòdica. Si la capa de zinc està ratllada o malmesa a nivell local i l'acer està exposat, el recobriment de zinc forma una pila galvànica amb l'acer exposat i protegint-lo de la corrosió. Aquesta és una forma de Protecció catòdica localitzada - el zinc actua com un ànode de sacrifici.

## Metalls combinables

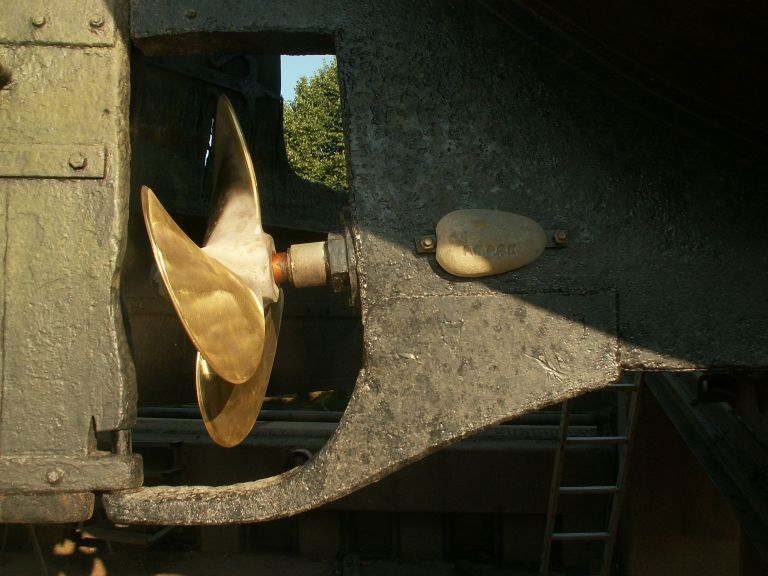
Mostra d'ànode de sacrifici: ànode nou de zinc

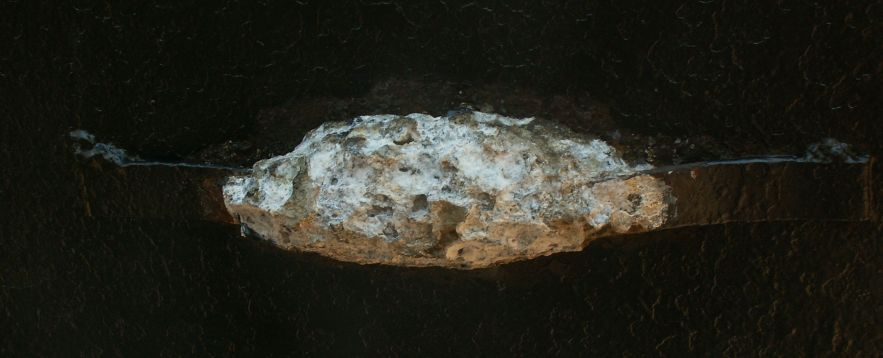
Mostra d'ànode de sacrifici: ànode de zinc usat

Perquè la Protecció catòdica pugui funcionar, l'ànode ha de tenir un potencial menor -és a dir, més negatiu- que el potencial del càtode -l'estructura a protegir-. La següent taula mostra quins metalls es poden combinar.
| Metall                                            | Tensió |
| ------------------------------------------------- | ------ |
| Acer inoxidable tipus 316 (inactiu)               | -0,05  |
| Monel                                             | -0,08  |
| Tipus d'acer inoxidable 304 (inactiu)             | -0,08  |
| Argent                                            | -0,13  |
| Titani                                            | -0,15  |
| Aliatge de Inconel 600                            | -0,17  |
| Acer inoxidable tipus 316 acer inoxidable (actiu) | -0,18  |
| Bronze de silici                                  | -0,18  |
| Níquel 200                                        | -0,20  |
| Coure                                             | -0,24  |
| Cuproníquel 70/30                                 | -0,25  |
| Bronze de manganès                                | -0,27  |
| Llautó                                            | -0,29  |
| Coure                                             | -0,36  |
| Tipus d'acer inoxidable 304 (actiu)               | -0,53  |
| Plom                                              | -0,55  |
| Fosa gris                                         | -0,61  |
| Acer al carboni                                   | -0,61  |
| Alumini                                           | -0,75  |
| Cadmi                                             | -0,80  |
| Alumini 3003                                      | -0,94  |
| Zinc                                              | -1,03  |
| Ferro galvanitzat                                 | -1,05  |
| Aliatge de magnesi                                | -1,6   |

## Normes
- 49 CFR 192.112 - Requisits de control de la corrosió - Transport de gas natural per gasoducte i altres: normes mínimes de seguretat federals.

- ASME B31Q 0001-0191.

- ASTM G-8, G 42 - Avaluació de la resistència catòdica despreniment dels revestiments.

- DNV-RP-B401 - Disseny de Protecció catòdica - Det Norske Veritas.

- A 12068:1999 - Protecció catòdica. Exteriors recobriments orgànics per a Protecció contra la corrosió de canonades soterrades o submergides d'acer utilitzades en relació amb la Protecció catòdica. Les cintes i els materials retràctils.

- A 12473:2000 - Principis generals de la Protecció catòdica en aigua de mar.

- A 12474:2001 - Protecció catòdica de canonades submarines.

- A 12495:2000 - Protecció catòdica per estructures marines fixes d'acer.

- A 12499:2003 - Interior de Protecció catòdica d'estructures metàl·liques.

- A 12696:2000 - Protecció catòdica de l'acer en el formigó.

- A 12954:2001 - Protecció catòdica d'enterrats o immersos estructures metàl·liques. Principis generals i aplicació per a les canonades.

- A 13173:2001 - Protecció catòdica per a estructures d'acer flotant a alta mar.

- A 13174:2001 - Protecció catòdica de les instal·lacions portuàries.

- A 13509:2003 - Tècniques de Protecció catòdica de mesura.

- A 13636:2004 - Protecció catòdica de tancs metàl·lics enterrats i relacionats amb les canonades.

- A 14505:2005 - Protecció catòdica d'estructures complexes.

- A 15112:2006 - Exteriors de Protecció catòdica de revestiment del pou.

- A 50162:2004 - Protecció contra la corrosió per corrents paràsites de sistemes de corrent.

- BS 7361-1:1991 - Protecció catòdica.

- NACE SP0169: 2007 - Control de la corrosió externa en sistemes de canonades metàl·liques subterrànies o submergides.

Tècniques * NACE TM 0497 - Mesura relacionats amb els criteris per a la Protecció catòdica en sistemes de canonades metàl·liques subterrànies o submergides.